# Chionaema perversa
Chionaema perversa là một loài bướm đêm thuộc phân họ Arctiinae, họ Erebidae.